# Bluestack Way

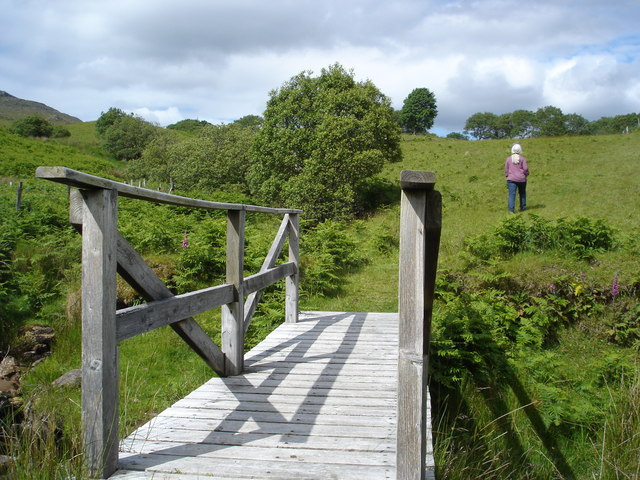
Voetgangersbrug over het Eany Beg Water nabij het Disert-kerkhof

De Bluestack Way (Iers: Bealach na gCruach) is een langeafstandswandelpad in Ierland. Het pad werd door het National Trails Office van de Ierse sportbond erkend als National Waymarked Trail en beheerd door het Bluestack Way Management Committee. 
Het wandelpad is ongeveer 65 kilometer lang en gaat door de Bluestack Mountains in het graafschap Donegal.

## Geschiedenis
Het wandelpad werd voor het eerst voorgesteld door een lokale milieugroep, de Bluestack Environmental Group en werd in 2000 geopend. Het werd gedeeltelijk gefinancierd door het EU Peace and Reconciliation Fund en de bouw werd uitgevoerd door werknemers met een FÁS Community Employment Scheme. Na een evaluatie van de National Waymarked Trails in 2010 werd het pad geschikt bevonden om te worden opgewaardeerd tot een National Long Distance Trail.

## Beschrijving
Het wandelpad begint in Donegal en eindigt in Ardara aan de westkust. Onderweg passeert de route het Lough Eske om vervolgens over de uitlopers van de Bluestack Mountains het bergkerkhof in Disert te bereiken. Ten westen van Disert gaat de route over het hoogveengebied tussen Binbane en Cloghmeen Hill voordat het afdaalt langs de Owenroe-rivier om verder te lopen tot Glenties. Vanuit Glenties loopt de route langs de Owenea-rivier richting Ardara.